# Josh Akognon
Joshua Emmanuel "Josh" Akognon (Greenbrae, California, 10 de febrero de 1986) es un exbaloncestista estadounidense con nacionalidad nigeriana. Con 1,80 metros de altura, jugaba en la posición de base.

## Trayectoria deportiva

### Universidad
Jugó durante dos temporadas con los Cougars de la Universidad de Washington State, siendo transferido en 2007 a los Titans de la Universidad Estatal de California, Fullerton, promediando en total 15,2 puntos y 2,6 rebotes por partido. En 2009 fue elegido Jugador del Año de la Big West Conference tras liderar la conferencia en anotación, con 23,5 puntos por partido, apareciendo en la lista de los diez mejores anotadores de todo el país.

### Selección nacional
En 2006 participó con la selección de Nigeria en el Campeonato Mundial de Japón, disputando seis partidos en los que promedió 2,2 puntos. Participó también en el Campeonato FIBA África 2009, donde promedió 9,1 puntos y 2,0 asistencias por partido.

### Profesional
Tras no ser elegido en el Draft de la NBA de 2009, fichó por el BC Kalev/Cramo de la liga de Estonia, con los que disputó una temporada, en la que promedió 15,5 puntos por partido. Al año siguiente fichó por los Dongguan Leopards de la liga china, con los que promedió 28,1 puntos y 3,0 asistencias en su segunda y última temporada en el equipo.
Tras un breve paso por los Canton Charge de la NBA D-League, donde jugó 3 partidos en los que promedió 16,0 puntos y 2,3 asistencias, regresó a China para jugar una temporada con los Liaoning Dinosaurs, promediando 29,0 puntos y 3,0 rebotes por partido.
En abril de 2013 firmó por 10 días con los Dallas Mavericks, renovando posteriormente hasta final de temporada, jugando tres partidos en los que promedió 1,7 puntos.
Jugó con Nigeria el Mundial de Japón en 2006 y esperó a ser incluido en el draft de 2009, aunque al no recibir ninguna oferta emprendió una carrera con el paso por múltiples equipos de la liga de China. 
Tras un breve paso por Estonia inició en 2010 un periplo por la competición asiática con brillantes estadísticas que reflejan el potencial anotador y medias superiores a los 22 puntos. En 2015 ficha por el Partizán y más tarde, jugaría en el Dinamo Sassari.
En octubre de 2016 firma un contrato de un mes por el Saski Baskonia. Al término del contrato, no continúa en Vitoria, disputando un total de cinco partidos en la Liga Endesa con un promedio de 18 minutos por encuentro con un promedio de 12,6 puntos. Akognon juega otros cinco encuentros en Euroliga con la camiseta del equipo vasco con 3,8 puntos por envite. En noviembre de 2016 ficha por el Lietuvos Rytas de Lituania,equipo en el que estará hasta abril de 2017,cuando fichaje por el Henan Shedianlaojiu de la NBL china.
Tras su experiencia en China,en enero de 2018,regresa a la ACB de la mano de Iberostar Tenerife,sustituyendo al lesionado Nicolás Richotti.

## Estadísticas de su carrera en la NBA

### Temporada regular
| Año     | Equipo | PJ | PT | MPP | %TC  | %3P  | %TL  | RPP | APP | ROB | TPP | PPP |
| ------- | ------ | -- | -- | --- | ---- | ---- | ---- | --- | --- | --- | --- | --- |
| 2012-13 | Dallas | 3  | 0  | 3.0 | .500 | .500 | .000 | .3  | .3  | .0  | .0  | 1.7 |
| Total   | Total  | 3  | 0  | 3.0 | .500 | .500 | .000 | .3  | .3  | .0  | .0  | 1.7 |